# Sakwinawir
Sakwinawir (łac. saquinavirum) – wielofunkcyjny organiczny związek chemiczny, pierwszy poznany inhibitor proteaz, lek stosowany w leczeniu zakażeń ludzkim wirusem niedoboru odporności.

## Mechanizm działania
Sakwinawir, poprzez zablokowanie proteazy HIV, powoduje uwalnianie niedojrzałych postaci ludzkiego wirusa niedoboru odporności, które są niezakaźne. Jest pierwszym lekiem z grupy inhibitorów proteaz, zaprojektowanym po ustaleniu struktury oraz farmakoforu proteazy HIV-1. 

## Zastosowanie
- leczenie zakażeń ludzkim wirusem niedoboru odporności (HIV-1) jednocześnie z rytonawirem oraz innymi przeciwretrowirusowymi produktami leczniczymi u dorosłych pacjentów[5].

Sakwinawir znajdował się na wzorcowej liście podstawowych leków Światowej Organizacji Zdrowia (WHO Model Lists of Essential Medicines) w latach 2002-2015.
Sakwinawir jest dopuszczony do obrotu w Polsce (2018).

## Działania niepożądane
Sakwinawir może powodować następujące działania niepożądane u ponad 10% pacjentów: biegunka, nudności, małopłytkowość, zwiększenie stężenia cholesterolu, trójglicerydów, lipoprotein niskiej gęstości (LDL), aktywności aminotransferazy alaninowej, aminotransferazy asparaginianowej w surowicy, natomiast u ponad 1% pacjentów: nadwrażliwość, cukrzyca, jadłowstręt, zwiększenie apetytu, zmniejszenie libido, zaburzenia snu, parestezje, neuropatia, zawroty głowy, zaburzenia smaku, ból głowy, duszność, wymioty, ból brzucha, ból w nadbrzuszu, zaparcia, kserostomia, dyspepsja, odbijania ze zwracaniem treści żołądkowej, wzdęcia z oddawaniem gazów jelitowych, wysychanie warg, luźne stolce, łysienie, sucha skóra, wyprysk, lipoatrofia, świąd, wysypka, kurcz mięśni, osłabienie, zmęczenie, nadmierny przyrost tkanki tłuszczowej, złe samopoczucie, zwiększenie stężenia kreatyniny, bilirubiny oraz aktywności amylazy w surowicy. 